# فاینال فانتزی ۷ بازخلق‌شده
فاینال فانتزی VII بازخلق‌شده (به ژاپنی: ファイナルファンタジーVII リメイク Fainaru Fantajī Sebun Rimeiku) یک بازی ویدئویی به سبک نقش‌آفرینی اکشن است که توسط شرکت اسکوئر انیکس برای کنسول پلی‌استیشن ۴ ساخته و منتشر شده است. بازی به صورت چندین نسخه جداگانه عرضه خواهد شد که بخش اول آن در ۱۰ آوریل ۲۰۲۰، منتشر شد. این بازی به عنوان یک نسخه بازخلق‌شده از فاینال فانتزی ۷، بازی نقش‌آفرینی کنسول پلی‌استیشن در سال ۱۹۹۷، به‌شمار می‌رود که توسط شرکت اسکوئر انیکس عرضه شده بود. نسخه‌ای بهبود یافته تحت عنوان فاینال فانتزی ۷ بازخلق‌شده اینترگرید در سال ۲۰۲۱، برای پلی‌استیشن ۵ و مایکروسافت ویندوز عرضه شد.
داستان بازی در یک کلان‌شهر پادآرمان‌شهر به نام میدگار روایت می‌شود و به دنبال یک سرباز مزدور به نام کلاود استرایف است، که همراه با گروه تروریسم محیط زیست آوالانچ به نبردی علیه شرکت فاسد شینرا و سرباز سابق و سرکش شینرا به نام سفیراث می‌پردازد. این بازی برای اولین بار در نمایشگاه رسانه و تجارت ای۳ سال ۲۰۱۵ و در طی کنفرانس اسکوئر انیکس برای کنسول پلی‌استیشن ۴ رونمایی شد همچنین نسخه نسل نهم این بازی در ۱۰ ژوئن ۲۰۲۱ برای پلی استیشن ۵ منتشر شد.
بازی با واکنش‌های مثبتی از سوی منتقدان همراه بود و در زمینه گرافیک، روند بازی، داستان و موسیقی مورد تحسین قرار گرفت. منتقدین همچنین میزان وفاداری داستان به بازی اصلی از سال ۱۹۹۷ را ستایش کردند، در حالی که آن را گسترش نیز داده بودند. فاینال فانتزی ۷ بازخلق‌شده یک موفقیت تجاری بود و به یکی از سریعترین بازی‌ها در زمینه فروش بر روی کنسول پلی‌استیشن ۴ تبدیل شد، و در طی سه روز نخست بیش از ۳٫۵ میلیون نسخه فروش کرد. دومین قسمت از نسخه‌های سه‌گانه بازخلق شده، تحت نام تولد دوباره فاینال فانتزی ۷، در فوریه ۲۰۲۴ منتشر شد.